# Бюргендю
Бюргендю (кирг. Бүргөндү) — село в Ноокенском районе Джалал-Абадской области Кыргызстана. Административный центр Бюргендинского айылного аймака.

## География
Село расположено в южной части области, на правом берегу реки Майлуу-Суу, вблизи государственной границы с Узбекистаном, на расстоянии приблизительно 23 километров (по прямой) к западу от села Масы, административного центра района. Абсолютная высота — 654 метра над уровнем моря.

## Население
Согласно оценочным данным Национального статистического комитета Кыргызской Республики, численность населения села на начало 2023 года составляла 2828 человек.
| год     | 2009 | 2014 | 2015 | 2020 | 2021 | 2023 |
| ------- | ---- | ---- | ---- | ---- | ---- | ---- |
| человек | 2063 | 2231 | 2423 | 2650 | 2694 | 2828 |